# Mociu
Mociu (in ungherese Mocs, in tedesco Motzdorf) è un comune della Romania di 3.539 abitanti, ubicato nel distretto di Cluj, nella regione storica della Transilvania.
Il comune è formato dall'unione di 9 villaggi: Boteni, Chesău, Crișeni, Falca, Ghirișu Român, Mociu, Roșieni, Turmași, Zorenii de Vale.

## Storia
Le più vecchie tracce di abitazioni risalenti al neolitico sono state scoperte nella parte a est del villaggio di Mociu. Sono state trovate anche 82 monete d'argento del periodo dacio ma il primo documento concreto risale al 1219 possedendo il nome di "Villa Mochy".
Mociu è conosciuto anche a livello nazionale perché il 3 febbraio 1882 è caduto il più grande meteorite del territorio rumeno, su una superficie di 70km2 si contavano oltre 100.000 pezzi di meteorite. Il più grande frammento, pesante 37,5 kg, è esposto all'Università di biologia e geologia Babeş-Bolyai (a Cluj-Napoca).

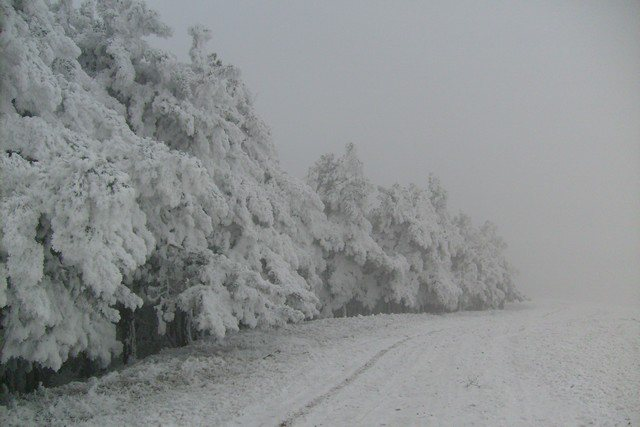
"Locul Popii" d' inverno

## Dati geografici
Il comune di Mociu si trova nella parte Sud-est del Distretto di Cluj a 40km di Cluj-Napoca. Il territorio è prevalentemente collinare. La fertilità dei suoli bruni delle foreste predominanti e il clima temperato e continentale spesso senza molto vento, hanno favorito che fosse denominata "Il granaio della Transilvania".
L'altitudine della zona varia dai 294 m ai 490 m.